# Paul Mombert
Paul Mombert, född 9 november 1876 i Karlsruhe, död 8 december 1938 i Stuttgart, var en tysk nationalekomon. Han var kusin till poeten Alfred Mombert.
Mombert var från 1922 professor i Giessen. Han ägande sig främst åt befolkningsläran, där han undersökte orsakerna till födelsetalens sjunkande. 
Bland Momberts skrifter märks Studien zur Bevölkerungsbewegung in Deutschland (1909), Einführung in das Studium der Konjunktur (1921, 2:a upplagan 1925) och Geschichte der Nationalökonomie (1927).